# Trygonorrhina
Cá đuối vây tia hay còn gọi là Cá đuối Fiddler hay Cá đuối Banjo (Danh pháp khoa học: Trygonorrhina) là một chi của loài cá đuối guitarfish thuộc họ Rhinobatidae. Hai loài này được tìm thấy dọc theo bờ biển phía đông và phía nam của Úc (gồm: Trygonorrhina dumerilii và Trygonorrhina fasciata). Chúng ưa thích vùng cạn, cát, đá ngầm và các thảm cỏ biển, là loài vô hại, những con cá đuối vây tia dễ dàng được tiếp cận bởi con người, chúng dễ dàng bị con người làm tổn thương. 

## Thảm sát
Tại vùng biển thuộc bán đảo Mornington, bang Victoria của Úc, hàng ngày các thợ lặn phải chứng kiến các cuộc tấn công sinh vật biển đầy man rợ trong đó những cá đuối bị vỡ đôi đầu bởi những vết thương kinh hoàng do con người gây ra, những con cá đuối chết thảm do vỡ đôi đầu, nằm la liệt dưới đáy biển. Con vật đã chết vì đau đớn sau khi đầu của nó bị chẻ làm hai trong các cuộc tấn công, săn bắt cá của ngư dân địa phương.
Khi lọt lưới ngư dân và không có giá trị sử dụng, những con cá đuối đáng thương thường bị cắt, bị đánh đập, bị giết chết trước khi bị ném lại vào biển. Hành động này của các ngư dân khiến mọi người phẫn nộ. Họ tổ chức các cuộc mít tinh nhằm kêu gọi ngăn chặn việc giết chết những con cá đuối hiền lành, vô hại. Nhiều con cá đuối chết thảm sau khi bị móc vào lưỡi câu và bị vứt xuống biển, những hình ảnh thảm khốc về cái chết của cá đuối tại Mornington đã nhận được sự chú ý lớn. Nhiều người vô cùng bức xúc với hành động của những ngư dân vô trách nhiệm nơi đây. 